# Emily Lamb
Lady Emily Mary Lamb (1787 – 11 settembre 1869) è stata una nobildonna inglese.

## Biografia
Era la figlia di Peniston Lamb, I visconte Melbourne, e di sua moglie, Elizabeth Milbanke. A causa delle numerose avventure di sua madre, la sua paternità non è mai stata verificata, ed è stato descritta come "avvolta nel mistero". La famiglia Lamb era politicamente di rilievo a partire dalla metà del XVIII secolo, raggiungendo il loro apice nella generazione di Emily. Suo padre venne nominato visconte Melbourne nel 1781. Suo fratello maggiore, William fu due volte primo ministro, mentre un altro fratello, Frederick era un diplomatico celebre, e un terzo, George era un drammaturgo minore e giornalista dell'epoca. I Lamb erano strettamente collegati con il partito Whig, ed erano intimi della regina Vittoria. Non andava d'accordo con la moglie di suo fratello William, Lady Caroline Lamb, che lei chiamava "quella piccola bestiola".

## Matrimonio

### Primo matrimonio
Sposò, il 20 luglio 1805, Peter Clavering-Cowper, V conte Cowper, figlio di George Clavering-Cowper, III conte Cowper e di Hannah Gore. Ebbero cinque figli:
- George Cowper, VI conte Cowper (26 giugno 1806-15 aprile 1856);
- Lady Frances Elizabeth (?-26 marzo 1880), sposò Robert Jocelyn, visconte Jocelyn, ebbero tre figli;
- Lady Emily Caroline Catherine Frances (1810-15 ottobre 1872), sposò Anthony Ashley-Cooper, VII conte di Shaftesbury, ebbero tre figli;
- William Cowper-Temple, I barone Mount Temple (13 dicembre 1811-17 ottobre 1888);
- Lord Charles Spencer (7 giugno 1816-30 marzo 1879), sposò in prime nozze Lady Harriett Gardiner, ebbero una figlia, e in seconde nozze Jessie Mary McLean.

Divenne una delle donne più importanti del Club Almack ed era nota per la sua gentilezza e generosità. Come molte delle dame della buona società dell'epoca, ebbe storie d'amore, tra cui uno con il diplomatico Carlo Andrea Pozzo di Borgo, in seguito ambasciatore russo in Gran Bretagna.

### Secondo matrimonio
A Almack, Lady Cowper era sempre più vista in compagnia di Henry John Temple, III visconte Palmerston, che era conosciuto come "Cupido" per le sue varie avventure amorose romantiche, tra con Dorothea Lieven e Sarah Villiers, contessa di Jersey. Palmerston era un appuntamento fisso delle sue feste e salotti, e siccome Lord Cowper sprofondò in un lungo periodo di malattia e di declino generale, Lady Cowper e Lord Palmerston iniziarono una relazione romantica. Ciò portò un avvicinamento di Palmerston al partito Whig.
Nel 1837, Lord Cowper morì. Questo permise un matrimonio tra Emily e Palmerston, anche se la loro età era un motivo di preoccupazione, in quanto, agli occhi della sua famiglia,  Palmerston aveva una reputazione di donnaiolo. La questione venne sottoposta alla regina, la cui approvazione spianò la strada per il matrimonio il 16 dicembre 1839. 
Andarono ad abitare a Broadlands e la loro l'unione era, a detta di tutti, decisamente felice. Durante il matrimonio, Lady Palmerston continuò la sua attività sociale.

## Morte
Nel 1865 Palmerston morì. Lady Palmerston morì l'11 settembre 1869.